# Пономаренко, Лидия Антоновна
Ли́дия Анто́новна Пономаре́нко (16 февраля 1922 года, рудник Артёма — 3 декабря 2013 года, Киев) — украинский краевед, историк Киева и Украины, исследовательница исторической топографии и городской топонимики, соавтор энциклопедического справочника названий улиц Киева.

## Биография
Родилась в семье горняка на руднике Артёма. В 1939 году окончила среднюю школу в Краснодоне, в 1949 году — Московский институт инженеров геодезии, аэрофотосъёмки и картографии (инженер-аэрофотогеодезист). Трудилась по специальности в Новошахтинске, Кадиевке.
Жила и работала в Киеве с 1959 года. Была сотрудницей лаборатории аэрометодов Киевского университета, служила в различных учреждениях, занимаясь вопросами геодезии и топографии. В 1967–1970 годах — научный сотрудник Института научно-технической информации.
С 1970 года профессионально занималась исторической топографией и картоведением. Старший инженер-картограф Института истории АН УССР (1970–1982). Изучила многочисленные планы и описания городов Украины разных эпох, прежде всего — Киева; среди рассмотренных ею материалов многие были впервые открыты и введены в научный оборот. Обнаружила в Ленинграде рукопись книги «Истории города Киева...» Максима Берлинского, считавшуюся утерянной (ныне опубликована) .
Начиная с 1960-х годов, исследовала топонимику Киева, составила обширную картотеку по истории городских названий. Ряд находок был обнародован ею в научных изданиях и периодике (всего свыше 300 публикаций, в том числе в газетах «Вечірній Київ», «Хрещатик», «Янус-Нерухомість»). Передала материалы картотеки и свои труды в Национальную библиотеку Украины им. В. И. Вернадского, в Национальную историческую библиотеку Украины.
Участница многих научных конференций. В печати, по радио и телевидению активно выступала за сохранение исторической топонимики, в защиту культурного наследия Киева и Украины; член Главного совета Украинского общества охраны памятников истории и культуры. Долгое время возглавляла Киевскую секцию памятников науки и техники; сотрудничала с Центром памятниковедения НАН Украины.
С 1970 года входила в состав городской Комиссии по вопросам наименований и памятных знаков, инициатор введения и возрождения ряда киевских топонимов. В последние годы жизни — почетный член комиссии.
Автор материалов по топонимике города в энциклопедическом справочнике «Киев» (неоднократно переиздан в 1981–1986 годах). Подготовила (в соавторстве) полный энциклопедический справочник названий улиц Киева (1995).
Скончалась в Киеве; последние месяцы жизни была прикована к постели из-за перелома тазобедренного сустава вследствие ДТП. Похоронена на кладбище села Летки.

### Семья
Младший брат погиб на фронте в канун Победы (8 мая 1945 года).
Жена одного из внуков — И. В. Геращенко.

## Книги и основные публикации
- Плани міста Києва XVII–XIX ст. як історичне джерело // Київська старовина. — 1972. — С.62–69.  (укр.)
- Топографічні описи Києва кінця XVIII — початку XIX ст. // Історичні дослідження. Вітчизняна історія. — Вип.8. — Київ, 1982. — С.39–42.  (укр.)
- Географические, топографические и другие официальные описания г. Киева второй половины XVIII — начала XIX в. // Киев в фондах Центральной научной библиотеки АН УССР. — Киев: Наукова думка, 1984. — С.62–83.
- Офіційні описи губерній XVIII — першої половини XIX століття // Рукописна та книжкова спадщина України. — Вип.1. — Київ, 1993. — С.59–69.  (укр.)
- Вулиці Києва: Довідник / За ред. А. В. Кудрицького / Упор. А. В. Кудрицький, Л. А. Пономаренко, О. О. Різник. — Київ: Українська енциклопедія, 1995.  (укр.)
- Портрет на фоне Киева. — Киев, 2002. (Статьи, библиография).
- (Пономаренко Л. А., Різник О. О.) Київ: Короткий топонімічний довідник. — Київ, 2003.  (укр.)
- (Пономаренко Л., Серенков Л.) Київ. Історія в географічних назвах. — Київ, 2007.  (укр.)
- Пономаренко Лідія Антонівна — історик, києвознавець, топоніміст: Біобібліографічний покажчик. — Київ: 2012.  (укр.)
- Карти і плани в джерелознавчих студіях Лідії Пономаренко (з описом картографічних джерел Інституту рукопису НБУ імені В.І. Вернадського та додатком відомостей про карти і плани з історії України в російських архівних та рукописних зібраннях) / упор.: А.В.Пивовар – К.: Академперіодика, 2012. – 668 с.